# Sebarus
Sebarus is een bestuurslaag in het regentschap Lampung Barat van de provincie Lampung, Indonesië. Sebarus telt 2708 inwoners (volkstelling 2010).